# Abdelkader Bouhenia
Abdelkader Bouhenia (* 7. Mai 1986 in Carcassonne) ist ein ehemaliger französischer Boxer im Halbschwergewicht.

## Werdegang
Abdelkader Bouhenia wurde als Sohn nordafrikanischer Einwanderer nach Frankreich in Carcassonne geboren. Als Kind begann er im Alter von sechs Jahren beim Sportclub US Carcassonne mit dem Boxen.
Er wurde 2007, 2009, 2010 und 2011 jeweils Französischer Meister, gewann Bronze bei den Weltmeisterschaften 2009 in Mailand sowie Silber bei den Europameisterschaften 2010 in Moskau. Er besiegte dabei unter anderem Obed Mbwakongo sowie jeweils zwei Mal Daugirdas Šemiotas und Kenneth Egan.
2011 gewann er die Militärweltspiele in Rio de Janeiro. Zwei Jahre später konnte er bei den Mittelmeerspielen 2013 in Mersin die Silbermedaille erkämpfen.